# William Halsey, Jr.
William Frederick "Bull" Halsey, Jr. född den 30 oktober 1882, död 20 augusti 1959, var en amerikansk amiral i USA:s flotta

## Biografi
William Halsey blev officer 1904 och deltog med utmärkelse som jagarchef i första världskriget. 1922–1924 var han marinattaché i Berlin och de skandinaviska huvudstäderna. 1935 tog Halsey flygcertifikat och ägnade sig därefter huvudsakligen åt sjöflyget. Han blev 1938 konteramiral och 1941 viceamiral och chef för det amerikanska marinflyget i Stilla havet. Vid anfallet mot Pearl Harbour 7 december 1941 befann han sig till sjöss på särskilt uppdrag och kunde inte delta i försvaret. Halseys styrkor blev sedan de allierade styrkorna i Sydostasien nedkämpats USA:s främsta operativa förband och organiserade 18 april 1942 Doolittleräden.
Han fick i oktober 1942 befälet över USA:s samlade sjöstridskrafter i södra stillahavsområdet och befordrades till amiral i november samma år. Under fortsättningen av kriget alternerade han med Raymond A. Spruance som chef för centrala Stillahavsflottans operativa enheter. Han ledde de allierade styrkorna vid övertagandet av Guadalcanal i februari 1943. I mars samma år blev Halsey befälhavare för den nybildade 3:e flottan.
Halsey lämnade södra Stilla havet i maj 1944 eftersom kriget trycktes mot Filippinerna och Japan. Från september 1944 till januari 1945 ledde han den tredje flottan i slag för att ta Palau, Leyte och Luzon. I slaget vid Leytebukten lyckades han förinta en stor del av den japanska flottan i vad som sägs vara en avgörande insats i kriget. Halsey förde befäl över den tredje flottan till krigets slut och var närvarande ombord på sitt flagskepp USS Missouri när Japan kapitulerade där den 2 september 1945. Efter krigets avslutande strider tilldelades Halsey i december 1945 den högsta amiralsgraden och blev då femstjärnig amiral (Fleet Admiral).
Halsey gick i pension i mars 1947. Han fick sitt smeknamn "Bull" efter sitt valspråk "Hit hard, hit fast, hit often".
Amiral Halsey finns omnämnd i Paul McCartneys låt Uncle Albert/Admiral Halsey" från LP:n  Ram 1971.

## Utmärkelser
- New Jersey Hall of Fame,  2011[6]
- Södra korsets orden
- Vasco Núñez de Balboas orden
- National Defense Service Medal
- Chilenska förtjänstorden
- Frälsarens orden
- Boyacaorden
- Brasiliens flygförsvarsförtjänstorden
- Asiatic-Pacific Campaign Medal
- Tjeckiska Segermedaljen
- World War II Victory Medal
- Navy Cross
- American Campaign Medal
- Aviation Hall of Fame and Museum of New Jersey
- Distinguished Service Medal
- Navy Distinguished Service Medal
- Riddare med storkors av Brittiska imperieorden

[Redigera Wikidata]